# 彎谷 (亞利桑那州)
彎谷（英語：Round Valley）是位於美國亞利桑那州希拉縣的一個人口普查指定地區。根據2010年美國人口普查，該地人口為487人，而該地的面積約為12.40平方千米。

## 地理
彎谷的座標為34°11′40″N 111°18′31″W / 34.19444°N 111.30861°W，而該地最高點為海拔高度1450米（即4760英尺）。